# TT Pro League 2024-2025
La TT Pro League 2024-2025, ufficialmente TT Premier Football League 2024-2025, è stata la ventiquattresima edizione della massima serie del campionato trinidadiano di calcio. Il campionato è iniziato il 6 dicembre 2024 ed è terminato il 1° giugno 2025. Il Port of Spain era la squadra campione in carica, avendo conquistato il suo terzo titolo nazionale nella stagione 2023-2024. 
La competizione è stata vinta dal Defence Force, al suo ventottesimo titolo nazionale. 

## Stagione

### Aggiornamenti
Fino alla stagione precedente il campionato trinidadiano non prevedeva un sistema di promozioni e retrocessioni. Tuttavia, in virtù dell'allargamento a 12 squadre e dell'introduzione di un sistema di promozioni e retrocessioni, è stato promosso il San Juan Jabloteh.

### Formula
Le 12 squadre partecipanti giocano un girone di andata e ritorno, per un totale di 22 giornate. Al termine del campionato, la prima classificata è campione di Trinidad e Tobago e si qualifica per le competizioni CONCACAF insieme con la seconda classificata, mentre l'ultima classificata viene retrocessa.

## Squadre partecipanti
| Club                  | Città         | Stagione precedente            |
| --------------------- | ------------- | ------------------------------ |
| Morvant Caledonia Utd | Port of Spain | 7° in TT Pro League            |
| Central               | Couva         | 11° in TT Pro League           |
| Club Sando            | Couva         | 4° in TT Pro League            |
| Defence Force         | Chaguaramas   | 3° in TT Pro League            |
| Eagles                | Arima         | 10° in TT Pro League           |
| La Horquetta Rangers  | Port of Spain | 5° in TT Pro League            |
| Port of Spain         | Port of Spain | Campione di Trinidad e Tobago  |
| Phoenix               | Tobago        | 6° in TT Pro League            |
| Point Fortin Civic    | Point Fortin  | 8° in TT Pro League            |
| Police                | Couva         | 2° in TT Pro League            |
| Prison Service        | Port of Spain | 9° in TT Pro League            |
| San Juan Jabloteh     | San Juan      | Non partecipante al campionato |

## Classifica
|                              | Pos. | Squadra               | Pt | G  | V  | N  | P  | GF | GS | DR  |
| ---------------------------- | ---- | --------------------- | -- | -- | -- | -- | -- | -- | -- | --- |
| Trinidad e Tobago (bandiera) | 1.   | Defence Force         | 62 | 22 | 20 | 2  | 0  | 81 | 19 | +62 |
|                              | 2.   | Central               | 46 | 22 | 15 | 1  | 6  | 61 | 31 | +30 |
|                              | 3.   | Police                | 45 | 22 | 14 | 3  | 5  | 62 | 37 | +25 |
|                              | 4.   | Port of Spain         | 40 | 22 | 11 | 7  | 4  | 48 | 26 | +22 |
|                              | 5.   | San Juan Jabloteh     | 38 | 22 | 11 | 5  | 6  | 46 | 33 | +13 |
|                              | 6.   | Club Sando            | 34 | 22 | 10 | 4  | 8  | 39 | 24 | +15 |
|                              | 7.   | Morvant Caledonia Utd | 33 | 22 | 10 | 3  | 9  | 35 | 46 | -11 |
|                              | 8.   | La Horquetta Rangers  | 22 | 22 | 4  | 10 | 8  | 36 | 43 | -7  |
|                              | 9.   | Phoenix               | 18 | 22 | 4  | 6  | 12 | 23 | 46 | -23 |
|                              | 10.  | Prison Service        | 14 | 22 | 3  | 5  | 14 | 24 | 48 | -24 |
|                              | 11.  | Eagles                | 12 | 22 | 3  | 3  | 16 | 18 | 76 | -58 |
|                              | 12.  | Point Fortin Civic    | 7  | 22 | 2  | 1  | 19 | 17 | 61 | -44 |

Legenda:
      Campione di Trinidad e Tobago e ammessa alle competizioni CONCACAF.
      Ammessa alle competizioni CONCACAF.
 Retrocessione diretta.